# Dolmen von Meehambee

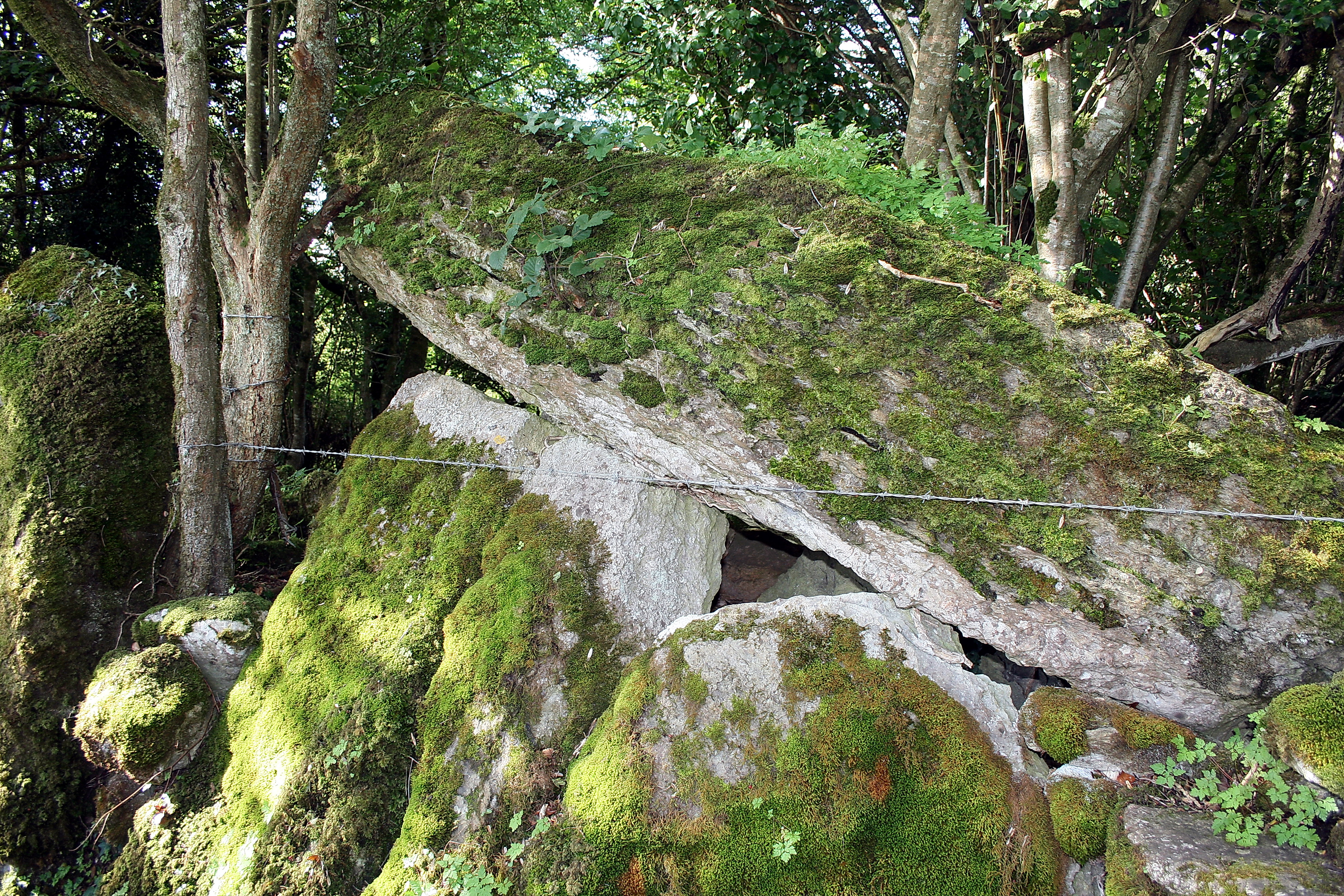
Dolmen von Meehambee

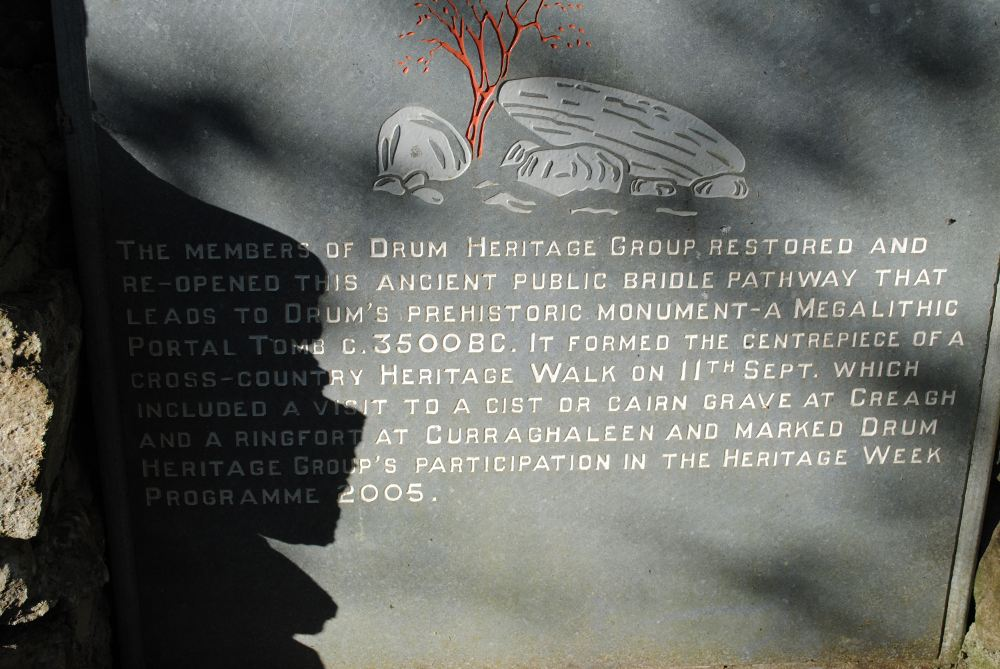
Infotafel

Der Dolmen von Meehambee (im Townland Mihanboy, irisch An Meathán Buí) ist ein neolithisches Portal Tomb (um 3500 v. Chr.) in einem Wald beim Dorf Bellanamullia bei Athlone im County Roscommon in Irland. 
Als Portal Tombs werden auf den Britischen Inseln Megalithanlagen bezeichnet, bei denen zwei gleich hohe, aufrecht stehende Steine mit einem Türstein dazwischen, die Vorderseite einer Kammer bilden, die mit einem zum Teil gewaltigen Deckstein bedeckt ist.
Der etwa 24 Tonnen wiegende etwa 4,2 m lange, 2,8 m breite und 1,1 m dicke Deckstein bedeckt ursprünglich sechs Tragsteine, von denen die beiden Portalsteine etwa 2,3 Meter hoch sind. Seine Unterstützung an der Rückseite ist zusammengebrochen, so dass der Deckstein, nach hinten verrutscht ist, wodurch der Türstein zerbrach. Der Deckstein liegt nun in einem Winkel von etwa 45 Grad üblicherweise sind es etwa 25 Grad.